# Побег из Нью-Йорка
«Побе́г из Нью-Йо́рка» (англ. Escape from New York) — американский независимый фантастический художественный фильм 1981 года режиссёра Джона Карпентера. Действие фильма разворачивается в 1997 году. Соединённые Штаты Америки захлестнула волна преступности, в связи с чем остров Манхэттэн был превращен в тюрьму строгого режима. Бывший солдат Змей Плискин получает задание в течение 24 часов спасти президента США, который попал на территорию тюрьмы и был взят в плен заключёнными.
Сюжет к фильму Карпентер написал в середине 1970-х гг. К написанию его побудил произошедший в тот период Уотергейтский скандал. Благодаря успеху фильма «Хэллоуин» Карпентер приобрёл достаточное влияние для того, чтобы начать работу над «Побегом». Съёмки проходили преимущественно в Сент-Луисе, бюджет фильма составил 6 миллионов долларов. Продюсерами выступили Дебра Хилл и Ларри Франко. Соавтором сценария был Ник Касл, ранее уже работавший с Карпентером над «Хэллоуином».
В США выход фильма состоялся 10 июля 1981 года. Фильм имел коммерческий успех и был благоприятно оценен критиками. Картина номинировалась на премию «Сатурн» в категориях «лучший научно-фантастический фильм» и «лучшая режиссура». Фильм занял 52 место в списке 100 величайших научно-фантастических фильмов всех времен по версии ресурса Totalscifionline.

## Сюжет
В связи с ростом преступности в Соединённых Штатах Америки и недостатком тюрем, в 1988 году было принято решение изолировать остров Манхэттэн и превратить его в тюрьму строгого режима. Тюрьму окружает огромная 15-метровая стена, построенная вдоль побережья Нью-Джерси, пересекающая реку Гарлем и примыкающая к побережью Бруклина. Все мосты заминированы. Внутри тюрьмы нет охраны, но периметр контролируется военными.
В начале фильма показано, как двое заключённых из тюрьмы на Манхэттэне пытаются бежать на самодельной лодке, по тревоге поднимается боевой вертолёт и уничтожает беглецов ракетным залпом. Затем в воздушное пространство тюремной зоны вторгается неопознанный самолёт, как выясняется чуть позже — это борт номер один с президентом на борту, захваченный террористом-женщиной. Президента (Дональд Плезенс) сажают в специальную капсулу и снабжают маячком. После чего самолёт падает и разбивается. Прилетевшая группа высадки обнаруживает капсулу пустой. Заключённый по кличке Ромеро (Фрэнк Даблдэй) сообщает им, что если они не улетят, президент умрёт, если вернутся — тоже умрёт.
Принято решение осуществить специальную операцию и освободить президента. Для этого начальник полиции Хоук (Ли Ван Клиф) приглашает недавно привезённого заключённого Плискина по прозвищу Змей (Курт Рассел) — бывшего военного, ограбившего хранилище федерального резерва. Он рассказывает ему суть происходящего, и предлагает выполнить эту миссию за сутки. Для этого Плискина снабжают оружием и оборудованием, а также делают инъекцию якобы антивирусного препарата; оказывается, что это две микрокапсулы, которые взорвутся через сутки и убьют носителя, чтобы Змей выполнил свою задачу, а не попытался воспользоваться случаем и сбежать. Президент же нужен прежде всего из-за кассеты, находящейся в его чемодане, на которой записана информация по ядерному синтезу. Рассерженный Плискин обещает убить Хоука по возвращении.
Плискин на планере приземляется на крышу здания Всемирного торгового центра, спускается и осматривает останки самолёта. Похитившие президента ожидали возможной тайной операции по его спасению и поэтому надели его браслет на какого-то бродягу. Плискин, придя по сигналу в старый театр и увидев, на чьей руке браслет президента, в ярости ломает устройство и предполагает, что президент мёртв, однако Плискину запрещают возвращаться под угрозой смерти. На 42 улице Змей сталкивается с «Черепами», которые выбираются под конец месяца из канализации за едой. Сначала они хватают и съедают живьём девушку, которую Змей встретил в бывшем кафе, а затем гонятся за ним. Змей убегает от "Черепов", его подбирает водитель такси (Эрнест Боргнайн), что встретил и узнал его в театре, и привозит к «Мозгу». Их встречает Мэгги (Эдриенн Барбо), помощница Мозга.
Змей узнаёт в Мозге Гарольда Хельмона (Гарри Дин Стэнтон), человека, который бросил его умирать. Мозг соглашается помочь Плискину и отвести его к «Герцогу Нью-Йорка» (Айзек Хейз). По дороге Змей похищает машину, на которой новые знакомые пробивают баррикаду и приезжают в место, где держат президента. Однако всё проходит не так, как было задумано: Змея ранят и берут в плен. Он наконец знакомится с Герцогом, и тот тоже узнаёт его. Тем временем потерявшие связь с Плискином военные думают о других возможных вариантах решения проблемы. Змея охраняют четверо, а Герцог развлекается, стреляя по привязанному президенту из изъятого у Змея автомата.
Мозг и Мэгги планируют свой побег уже давно, у них есть карта минного поля на одном из мостов. Заключённые выдвигают требование амнистии для всех, и присылают Хоуку очки ночного видения из вещей Плискина. Одним из местных развлечений являются гладиаторские бои, на которые пригласили и Змея. Он с трудом побеждает противника, ударив его битой с гвоздями в затылок, и активирует сигнальную кнопку, чтобы дать знать Хоуку о том, что он ещё жив. Тем временем Мэгги и Мозг убивают охрану президента и похищают его. Змей перехватывает президента и его сопровождающих, когда они пытаются сбежать на планере. Таксист вновь выручает их, вывозя из засады в торговом центре.
Пробираясь по мосту, такси подрывается на мине. Погибает водитель такси, а машину рассекает надвое. Их преследует Герцог. Мозг погибает, неверно прочитав карту, а Мэгги, пытаясь остановить Герцога, попадает под его машину. Президента переправляют через стену, после чего он сам убивает Герцога, использовав Змея как приманку. Капсулы внутри Змея дезактивируют электроразрядом. Президент готовится к выступлению, Плискин получает амнистию. Однако во время трансляции президента выясняется, что Плискин заменил кассету с записью на одну из кассет с музыкой старого таксиста. По дороге из охраняемой зоны Змей уничтожает аудиозапись.

## В ролях
- Курт Рассел — Змей Плискин
- Ли Ван Клиф — Боб Хоук
- Эрнест Боргнайн — Кэбби
- Дональд Плезенс —  президент Джон Харкер
- Айзек Хейз — Герцог
- Гарри Дин Стэнтон — Гарольд «Мозг» Хеллман
- Эдриенн Барбо — Мэгги
- Чарльз Сайферс — Государственный секретарь США
- Фрэнк Даблдэй — Ромеро
- Сизон Хабли — девушка в Chock full o’Nuts

## История создания
Джон Карпентер написал сценарий к фильму «Побег из Нью-Йорка» в 1974 году, после Уотергейтского скандала. По словам режиссёра, написанный им сценарий был «достаточно жестокий, пугающий и необычный», и поэтому ни одна студия не хотела браться за экранизацию. Карпентер был вдохновлён популярным в то время фильмом «Жажда смерти». Ему понравилось изображение Нью-Йорка как своего рода джунглей, и он хотел создать свой научно-фантастический фильм по похожему принципу.

### Подбор актёров
Студия Avco-Embassy Pictures, занимавшаяся финансированием фильма, предлагала взять на главную роль Чарльза Бронсона или Томми Ли Джонса. Однако выбор Карпентера пал на Курта Рассела. Режиссёр посчитал, что Бронсон слишком стар для роли Змея, и опасался, что им не удастся сработаться, потому что Бронсон к тому времени был уже достаточно профессиональным актёром. Рассел описывал своего героя как «наёмника с голосом Иствуда, чей стиль боя представляет собой сочетание Брюса Ли, Мстителя и Дарта Вейдера». Актёр придерживался строгой диеты и комплекса упражнений, чтобы нарастить мышечную массу. Даже в перерывах между дублями Рассел старался не выходить из образа своего героя, однако повязку он в такие моменты предпочитал снимать, так как её длительное ношение негативно сказывалось на его зрении.

### Пре-продакшн
После выхода своего первого фильма «Тёмная звезда» Карпентер решил сосредоточиться на написании сценариев, потому что нанимать его в качестве режиссёра никто не хотел. Несмотря на это, до работы над «Побегом» он выпустил ещё несколько фильмов. Успешным оказался фильм «Хэллоуин», после выхода которого компания Avco-Embassy заключила с Карпентером и продюсером Деброй Хилл контракт на съёмки ещё двух фильмов. Первым из них стал фильм «Туман». Вторым фильмом должен был стать «Филадельфийский эксперимент», однако у Карпентера возникли трудности с написанием сценария, и поэтому он предпочёл начать работу над «Побегом из Нью-Йорка». Для работы над сценарием Карпентер пригласил своего друга Ника Кастла, игравшего Майкла Майерса в «Хэллоуине». Кастл придумал персонажа Кэбби и определил концовку фильма.
Воссоздание места действия — полуразрушенного Нью-Йорка — стало для Карпентера проблемой, так как бюджет фильма был невысок. Режиссёр и художник-постановщик Джо Алвес не стали проводить съёмки в реальном Нью-Йорке, потому что изобразить его как разрушенный город было слишком трудно. Карпентер предложил снимать фильм на студии, однако Алвес хотел снимать фильм на настоящих улицах и отверг идею режиссёра. Ассистент продюсера Барри Бернарди по поручению Карпентера и Алвеса отправился в поездку по стране с целью найти «худший город в Америке». Бернарди предложил снимать фильм в Ист-Сент-Луисе.

### Съёмки
Карпентер и съёмочная группа договорились с руководством города о том, что во время съёмок в ночное время будет отключена электроэнергия. Съёмки проходили в период с августа по ноябрь 1980 года. Карпентер вспоминал, что около двух с половиной месяцев он вообще не видел дневного света, потому что группа заканчивала съёмки в 6 часов утра, а в 7 часов он шёл спать и просыпался около 6 часов вечера.

## Ремейки
Летом 2007 года New Line призывала к работе Лена Уайзмана, а на роль Змея Плискина тогда был согласен Джерард Батлер. Спустя несколько месяцев ситуация изменилась. Уайзман так и не согласился, и New Line нашла замену в лице Бретта Ратнера. Батлер работать с Ратнером отказался. В середине 2011 года New Line оставила попытки снять фильм.
В марте 2013 года опцион на ремейк приобрел продюсер Джоэл Силвер, известный по франшизам «Смертельное оружие» и «Матрица». Для работы над новым «Побегом» Силвер объединился с французским конгломератом Studio Canal и планировал запустить в производство трилогию. На главную роль рассматривались телезвёзды Чарли Ханнэм («Сыны анархии»), Дэн Стивенс («Аббатство Даунтон») и Джон Бернтал («Ходячие мертвецы»). 13 января 2015 года права на ремейк приобрела студия 20th Century Fox.
В ноябре 2022 года стало известно режиссёрская команда Radio Silence, снявшая такие фильмы как Крик, З/Л/О и Я иду искать,  намерена снять перезапуск фильма Побег из Нью-Йорка. Эндрю Рона и Алекс Хейнеман продюсируют фильм. Однако в мае 2024 года режиссёры Мэтт Беттинеллий и Тайлер Джилетт, которые должны были снять фильм, покинули проект.